# Лібертарний соціалізм
Лібертарний соціалізм — сукупність соціалістичних політичних філософій, присвячених опору авторитарному примусу і соціальній ієрархії, зокрема, інститутам капіталізму й держави.

## Різновиди
Деякі найбільш відомі лібертарно-соціалістичні ідеології — соціальний анархізм (зокрема, анархо-комунізм і анархо-синдикалізм), люксембургіанство, комунізм робітничих рад, автономістський марксизм (автономізм) і соціальна екологія (Мюррей Букчин). До лібертарних соціалістів відносять такі рухи, як ситуаціонізм, сапатізм і «соціалізм знизу» (запропонований троцькістом Хелом Дрейпером), а також представників лівих комуністів (група «Соціалізм чи варварство»), неомарксистів, «нових лівих» («йіппі») і марксистських гуманістів (Група Джонсон-Форест).
Нарешті, з лібертарним соціалізмом себе ототожнюють окремі течії всередині демократично-соціалістичних політичних партій — «емансипативні ліві» (Катя Кіппінг, Юлія Бонк) у німецьких «Лівих» і «лібертарна соціалістична платформа» (Уфук Урас) у турецьких Партії свободи і солідарності і Партії зелених і лівого майбутнього, а також бразильська Партія соціалізму і свободи.

## Виникнення терміна
Як стверджує історик анархізму Макс Неттлау, анархіст Жозеф Дежак випустив журнал «Le Libertaire, Journal du Mouvement Social» у Нью-Йорку між 1858 і 1861 роками, а термін «лібертарний комунізм» з'явився у листопаді 1880, коли його прийняли на з'їзді французьких анархістів. Терміни «лібертарій» і «лібертарний» стають популярними з 1890-х, коли їх почали використовувати у Франції щоб обійти закони проти анархістів і уникнути негативних асоціацій зі словом «анархія» — так анархісти Себастьєн Фор і Луїза Мішель випустили газету «Le Libertaire» («Лібертарій») у 1895 році у Франції.

## Коротка характеристика
Лібертарні соціалісти виступають за скасування приватної власності на засоби виробництва і скасування (національної) держави як непотрібного і шкідливого інституту. Зрештою, з цим згодна більшість марксистів («Держава і революція» В. І. Леніна), але для лібертарних соціалістів принципові антиавторитаризм і антиетатизм, а також антипарламентаризм. Будучи антикапіталістами і противниками нерегульованої ринкової економіки (за винятком прудоновських мютюелістів), лібертарні соціалісти чітко відрізняються від лібертаріанців.
Заперечуючи використання парламентаризму і державного апарату для перетворення суспільства (хоча зазвичай вони вважають, що парламент і державний апарат необхідно захопити, щоб він не заважав), лібертарні соціалісти підтримують різні форми низової самоорганізації, включаючи робітничі ради, незалежні синдикати, добровільні асоціації, комуни, кооперативи, механізми прямої демократії і демократії участі. Вважається, що подібні лібертарно-соціалістичні принципи самоорганізації були реалізовані у роки Іспанської революції.
Більшість лібертарних соціалістів підтримує революційне повалення капіталістичного ладу (у революційному синдикалізм, наприклад, за допомогою загального страйку), при цьому існує відведена до Генрі Девіду Торо і Леву Миколайовичу Толстому традиція анархо-пацифізму і ненасильницького громадянського опору.
Особливу увагу у лібертарно-соціалістичних течіях приділяється питанням особистої свободи (відомі слова Михайла Бакуніна: «Свобода без соціалізму — це привілей, несправедливість, соціалізм без свободи — це рабство і тваринний стан»). Відповідно, вони підтримують боротьбу проти патріархату і за рівноправність жінок (анархо-фемінізм і соціалістичний фемінізм).
Лібертарні соціалісти, особливо екоанархісти (крайня форма — анархо-примітивісти) і екосоціалісти, виступають за охорону довкілля, захист тварин і гармонійне співіснування людини і природи.

## Відомі лібертарні соціалісти
- Майкл Альберт
- Михайло Бакунін
- Мюррей Букчин
- Даніель Герен
- Олександр Герцен
- Емма Голдман
- Герман Гортер
- Гі Дебор
- Сіріл Джеймс
- Жиль Дове
- Рая Дунаєвська
- Буенавентура Дурруті
- Говард Зінн
- Жак Каматт
- Корнеліус Касторіадіс
- Катя Кіппінг
- Карл Корш
- Петро Кропоткін
- Роза Люксембург
- Ерріко Малатеста
- Субкоманданте Маркос
- Герберт Маркузе
- Карл Маркс[3]
- Нестор Махно
- Лев Мечников
- Вільям Морріс
- Антоніо Негрі
- Сільвія Панкхерст
- Антон Паннекук
- Євген Пашуканіс
- П'єр Жозеф Прудон
- Елізе Реклю
- Хосе Рісаль
- Рудольф Рокер
- Джеррі Рубін
- Максиміліан Рюбель
- Віктор Серж
- Рікардо Флорес Магон
- Юрґен Габермас
- Джон Холлоуей
- Ноам Чомскі
- Еббі Хоффман